# Gmina Nowa Dęba
Die Gmina Nowa Dęba ist eine Stadt-und-Land-Gemeinde im Powiat Tarnobrzeski der Woiwodschaft Karpatenvorland in Polen. Ihr Sitz ist die gleichnamige Stadt mit 11.260 Einwohnern.

## Gliederung
Zur Stadt-und-Land-Gemeinde (gmina miejsko-wiejska) gehören neben der Stadt Nowa Dęba folgende sieben Dörfer mit einem Schulzenamt (sołectwo):
Alfredówka, Chmielów, Cygany, Jadachy, Rozalin, Tarnowska Wola und Buda Stalowska.

## Städtepartnerschaften
- Ploemeur, Frankreich

## Persönlichkeiten
- Grzegorz Sudoł (* 1978), Geher; geboren in Nowa Dęba
- Karolina Pęk (* 1998), Para-Tischtennisspielerin